# دون سكستون
دون سكستون دبلوماسي أيرلندي، شغل منصب رئيس مكتب تمثيل جمهورية أيرلندا لدى السلطة الفلسطينية منذ تقديمه أوراق اعتماده في 30 سبتمبر 2020 وحتى 10 أغسطس 2023.